# Jozef Barmoš
Jozef Barmoš (* 28. srpna 1954, Šurany) je bývalý slovenský fotbalista, československý reprezentant, držitel zlaté medaile z mistrovství Evropy roku 1976 a bronzové medaile z mistrovství Evropy roku 1980, účastník mistrovství světa roku 1982 ve Španělsku. Ženatý, dvě děti (syn Pavel působil jako profesionální fotbalista na Slovensku, v Litvě a Rakousku). Vzdělání: právnická fakulta UK Bratislava, trenér fotbalu, PRO licence.

## Fotbalová kariéra
První fotbalové krůčky jsou spojeny v letech 1960–1970 s týmem Družstevník Bešeňovo. Celou svou ligovou kariéru prožil v Interu Bratislava, s výjimkou vojenské služby v Dukle Praha. V roce 1978 dosáhl svého největšího individuálního ocenění – 2. nejlepší fotbalista Československa. V roce 1979 se dočkal i titulu mistra ligy za Duklu Praha. V závěru kariéry čtyři roky odehrál v belgickém Racing Jet Brusel.
Premiéru v reprezentačním dresu si odbyl v přátelském zápase proti Maďarsku 9. listopadu 1977. V československé reprezentaci odehrál v letech 1977–1982 celkem 52 zápasů. Dokázal vstřelit jeden gól, bohužel do vlastní sítě v zápase skupiny na mistrovství světa roku 1982 ve Španělsku proti Anglii. Poté následoval ještě jeden zápas 24. června 1982 proti Francii a tím svoji kariéru v reprezentaci ukončil.

## Trenérská kariéra
Po skončení hráčské kariéry se stal fotbalovým trenérem. V letech 1989–1991 působil ještě jako hrající trenér v rakouském týmu nižší soutěže SV Sieghartskirchen. Následně přešel k týmu reprezentace Slovenska do 19 let, kde působil po dobu 4 let až do roku 1995. Do roku 1998 trenér Slovenska do 21 let a asistent "A" týmu Slovenska, poté přešel k ligovému týmu MŠK Žilina (1999–2000), následně pracoval v letech 2001–2005 jako generální manažer Interu Bratislava. Za tuto dobu se stal tým 1× mistrem Slovenska a 1× vítězem Slovenského poháru. V letech 2006–2007 působil jako trenér Slovenska do 20 let, v letech 2007–2008 jako trenér Slovenska do 21 let, od roku 2009 působí jako prezident FK Interu Bratislava o.z.. V sezóně 2010–2011 fotbalisté Interu Bratislava vyhráli pátou, nejnižší ligu a postoupili do čtvrté.

## Prvoligová bilance
| Ročník                                     | Zápasy | Góly | Minuty | Klub                         |
| ------------------------------------------ | ------ | ---- | ------ | ---------------------------- |
| 1. československá fotbalová liga 1973/1974 | 26     | 0    | –      | TJ Inter Slovnaft Bratislava |
| 1. československá fotbalová liga 1974/1975 | 30     | 1    | –      | TJ Inter Slovnaft Bratislava |
| 1. československá fotbalová liga 1975/1976 | 30     | 0    | –      | TJ Inter Slovnaft Bratislava |
| 1. československá fotbalová liga 1976/1977 | 30     | 1    | –      | TJ Inter Slovnaft Bratislava |
| 1. československá fotbalová liga 1977/1978 | 29     | 0    | –      | TJ Inter Slovnaft Bratislava |
| 1. československá fotbalová liga 1978/1979 | 26     | 1    | –      | ASVS Dukla Praha             |
| 1. československá fotbalová liga 1979/1980 | 30     | 0    | –      | TJ Inter Slovnaft Bratislava |
| 1. československá fotbalová liga 1980/1981 | 30     | 1    | –      | TJ Inter Slovnaft Bratislava |
| 1. československá fotbalová liga 1981/1982 | 30     | 1    | –      | TJ Inter Slovnaft Bratislava |
| 1. československá fotbalová liga 1982/1983 | 30     | 1    | –      | TJ Inter Slovnaft Bratislava |
| 1. československá fotbalová liga 1983/1984 | 25     | 0    | –      | TJ Inter Slovnaft Bratislava |
| 1. československá fotbalová liga 1984/1985 | 27     | 0    | –      | TJ Inter Slovnaft Bratislava |
| 1. belgická fotbalová liga 1986/1987       | 34     | 0    | –      | Racing Jet Brusel            |
| 1. belgická fotbalová liga 1987/1988       | 32     | 0    | –      | Racing Jet Brusel            |
| CELKEM I. ČS. LIGA                         | 343    | 6    | –      |                              |
| CELKEM I. BELG. LIGA                       | 66     | 0    | –      |                              |